# Faro (birra)
La Faro è una birra lambic a cui viene aggiunto zucchero, solitamente quello bruno candito (ma anche melassa, saccarosio, caramello o qualsiasi altro dolcificante) durante la fermentazione, anche per ridurre l'acidità dovuta allo stesso processo di fermentazione spontanea.

Si ottiene tagliando birre lambic la cui componente più vecchia è maturata per almeno tre anni in barili di legno e birre marzoline, ma si definiscono Faro anche le lambic miscelate con birre ad alta fermentazione.

La sua componente microbica determinante è costituita dalla specie Brettanomyces bruxellensis e/o lambicus, ha un pH massimo di 3.8, la sua gradazione saccarometrica iniziale minima è di 8° Plato, l'indice di colore massimo è di 30 EBC mentre l'indice di amaro è compreso tra 3 e 22 IBU, ovvero da impercettibile a basso.
Al palato è frizzante ed il sapore è allo stesso tempo dolce, fresco ed acidulo; il colore è ambrato, la schiuma è abbastanza fine e persistente, abbondante e color nocciola.